# Sacai

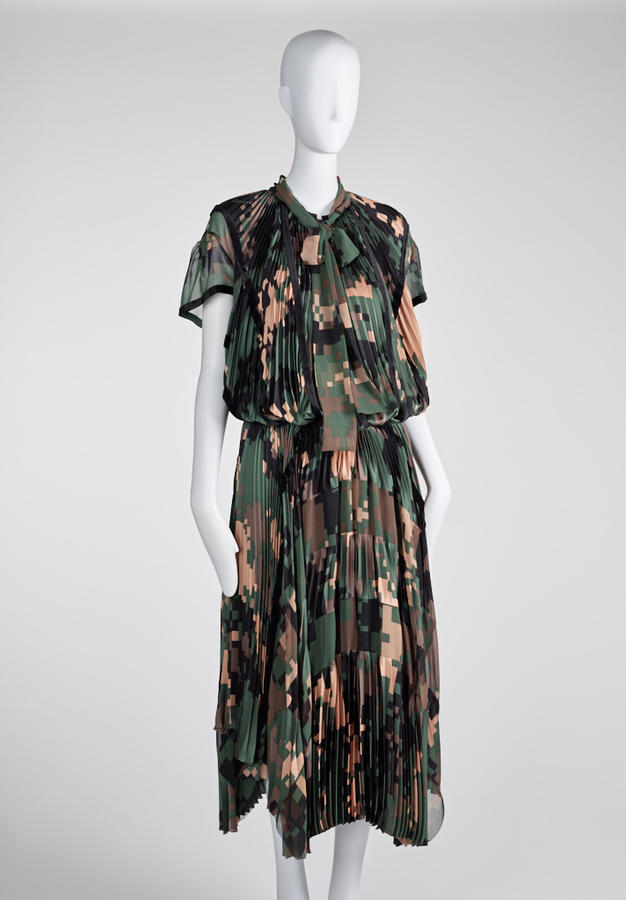
由阿部千登势设计的Sacai 2017秋冬系列褶皱印花丝绸两件式连衣裙。

Sacai （日语： sakai，「s」在正式品牌标识中小写）是一个日本奢侈时尚品牌，由设计师阿部千登势（原名坂井千登势）于 1999 年在东京创立。品牌名称来源于阿部千登势结婚改夫姓前的本姓坂井（さかい）的发音。2017年，Sacai 被Vogue 杂志称为在打破休闲服装和正装之间的二分法之间具有影响力的品牌。

## 历史
1965年，坂井千登势在日本岐阜县出生，她的母亲是一位裁缝。千登势把给玩偶裁剪衣服作为自己的兴趣，并在之后就读于日本名古屋时尚专门学校时装设计专业。毕业后，她先后在川久保玲和渡边淳弥旗下任职于打板师以及品牌针织产品设计师。1997年，千登势与同样为川久保玲工作的同事阿部润一结婚。1999年，千登势以自己本姓坂井的英文发音为名成立了品牌「sacai」。
自2016年起，Sacai与Sophie Bille Brahe、The North Face、Beats Electronics、Apple、A.P.C.、Nike和Dior在内的多家跨领域品牌进行了合作。